# ویلمر والدراما
ویلمر والدراما (انگلیسی: Wilmer Valderrama؛ زادهٔ ۳۰ ژانویهٔ ۱۹۸۰) یک بازیگر سینما، هنرپیشه، و صدا پیشه اهل ایالات متحده آمریکا است. وی از سال ۱۹۹۸ میلادی تاکنون مشغول فعالیت بوده‌است.
از فیلم‌ها یا برنامه‌های تلویزیونی که وی در آن نقش داشته است می‌توان به ملت غذای آماده، سالن زیبایی، سرزمین خشک و مهمانی هیولا اشاره کرد.